# SPP Intégration sociale
Le Service public fédéral de programmation Intégration Sociale, Lutte contre la Pauvreté, Economie Sociale et Politique des Grandes Villes, en abrégé SPP IS, est un Service public fédéral belge qui a été créé le 12 décembre 2002. Cette organisation a été mise en place par le gouvernement Verhofstadt I dans le cadre du plan Copernic, autour de thèmes sociaux importants. Ce service public de taille moyenne n'est que peu, voire pas connu du grand public. Il fonctionne comme une organisation de deuxième ligne en offrant un soutien et des ressources aux CPAS, aux organisations de lutte contre la pauvreté, etc. qui, à leur tour, sont plus proches de l'univers personnel des personnes dans le besoin.

## Historique

### Raison d'être de l'organisation
La mission du SPP IS remonte au Service d'action sociale du Ministère de la Santé publique dans les années 1980. La mission consistait à effectuer le remboursement aux CPAS des différentes aides qu'ils versent aux personnes dans le besoin, ainsi qu'à apporter un soutien juridique aux CPAS.
Au milieu des années 1990, l'une des conclusions du Rapport général sur la pauvreté a donné lieu à la création du Service de Lutte contre la pauvreté au sein du grand Ministère des Affaires sociales, de la Santé publique et de l'Environnement. Ce service était une première étape pour offrir une réponse à l'appel à une politique globale de lutte contre la pauvreté et à une société solidaire au lendemain des élections du « dimanche noir » en 1991.
À la fin des années 1990, un Service d'économie sociale a suivi pour soutenir le secteur du même nom et réduire le nombre de personnes bénéficiant de l'aide sociale grâce à des parcours professionnels spécifiques. 
Puis, à la suite de certains troubles sociaux et émeutes dans la Région de Bruxelles-Capitale dans les années 1990, le Service de Politique des grandes villes a été créé pour élaborer un plan pour restaurer la cohésion sociale dans un contexte urbain tant à Bruxelles que dans d'autres grandes villes.
En 2001, le ministère des Affaires sociales, de la Santé publique et de l’Environnement a cessé d'exister et le SPF Sécurité sociale et le SPF Santé publique, Sécurité de la chaîne alimentaire et Environnement ont vu le jour. Le directeur général Marc Goossens a été chargé au sein du SPF Sécurité sociale de la Direction générale de l'Intégration sociale qui, outre l'appui aux CPAS, comprenait également le Service d'Économie sociale, le Service de Politique des grandes villes, les ressources du Fonds social européen et la tutelle de l'Agence fédérale pour l'accueil des demandeurs d'asile (FEDASIL).

### Création du SPP IS
Avec la création du SPP Intégration sociale le 12 décembre 2002, le gouvernement a attiré l'attention sur l'importance d'une approche coordonnée de la lutte contre la pauvreté et d'un bon soutien des CPAS par les Autorités fédérales. Le gouvernement a donc regroupé dans la nouvelle entité les départements à vocation sociale et sociétale.
En 2003, Julien Van Geertsom a été nommé Président du Comité de direction. Il a réformé l'ancienne organisation en une institution gouvernementale moderne et a contribué à développer la Banque-carrefour de la Sécurité sociale et à informatiser les CPAS. En 2007, le SPP Intégration sociale a gagné en puissance en se libérant de la tutelle du SPF Sécurité sociale. L'organisation publique a ainsi pu se doter de sa propre politique en matière d'ICT, de budget et de personnel, et son effectif est passé de 89 personnes en 2003 à 201 en 2020. 
En 2008, l'organisation a créé le premier Prix fédéral de lutte contre la pauvreté dans le cadre du premier Plan fédéral de lutte contre la pauvreté. Avec ce prix, le SPP IS veut soutenir et récompenser des initiatives, des organisations ou des individus pour leur lutte contre la pauvreté et inspirer d'autres organisations à faire de même. L'initiative est répétée chaque année en présence de Sa Majesté la reine Mathilde de Belgique. Parallèlement, l'organisation a élargi sa politique de lutte contre la pauvreté en créant le Service des experts en matière de pauvreté et d'exclusion sociale afin d'apporter le point de vue des personnes en situation de pauvreté.
Au début de 2014, à la suite de l'accord Papillon (sixième réforme de l'État), les Services d'Économie sociale et de Politique des grandes villes ont été définitivement transférés aux 3 régions. La médiation dans le cadre des Sanctions administratives communales (SAC) du Service de Politique des grandes villes a été maintenue au niveau fédéral et intégrée au Service de Cohésion sociale et de Lutte contre la pauvreté.
Cette régionalisation n'a pas signé la fin de l'organisation. En plus de rembourser les CPAS pour l'aide fournie à leurs clients dans le cadre du Droit à l'intégration sociale (loi sur le revenu d'intégration) et du Droit à l'aide sociale (loi organique), le SPP IS a également mis sur pied des projets adaptés aux différents groupes cibles des CPAS. MIRIAM (projet de soutien aux femmes monoparentales avec un revenu d'intégration et une famille à charge), activation sociale des bénéficiaires du revenu d'intégration, projets de lutte contre la pauvreté infantile, etc. en sont quelques exemples. 
Dans le cadre de la demande de la Commission européenne faite aux États membres de développer des stratégies nationales et des mesures intégrées pour réduire la discrimination de la minorité ROM en Belgique, le point de contact ROM national belge a été ancré au SPP IS. 
La crise des réfugiés en Europe de 2013 a incité le gouvernement fédéral à placer le volet social du Fonds européen pour l'Asile, la Migration et l'Intégration (FAMI) au sein du SPP IS afin de contribuer à l'intégration des réfugiés les plus vulnérables dans la société. 
En raison du nombre croissant de demandes d'aide alimentaire en Belgique, grâce au Fonds européen d'aide aux plus démunis (FEAD), le SPP Intégration sociale distribue chaque année depuis 2014, en collaboration avec les banques alimentaires, de la nourriture gratuite aux CPAS et à d'autres organisations.

### Des réformes

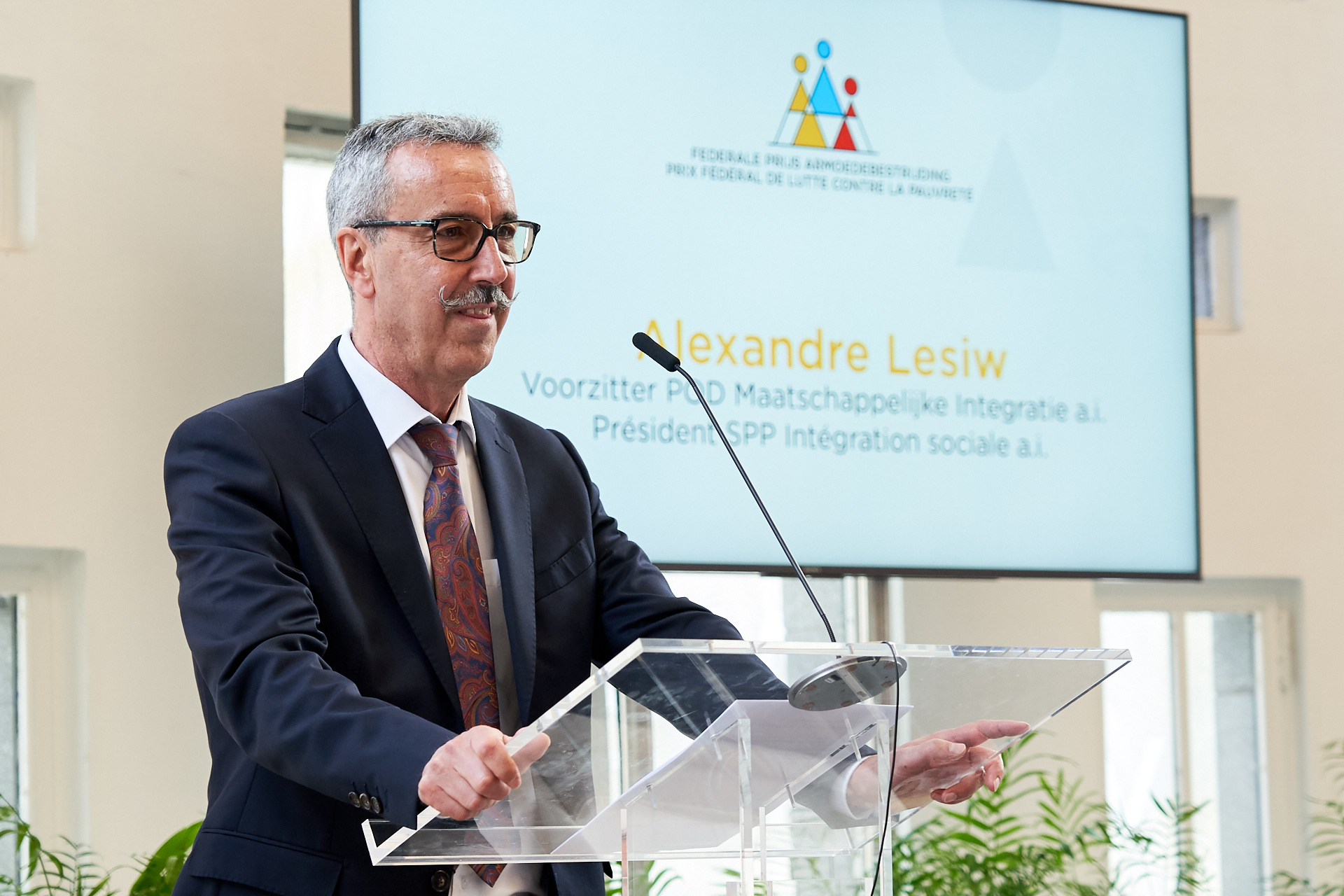
Alexandre Lesiw, Président du SPP IS

En octobre 2014, le gouvernement Michel I a décidé de réduire le nombre d'organismes publics et de supprimer le SPP IS. Une fusion avec le SPF Sécurité sociale s'imposait. Les deux organisations ont élaboré les grandes lignes d'un nouveau SPF Protection sociale. Fin 2018, les plans ont été rangés. En 2018, Alexandre Lesiw a été nommé Président a.i. du comité de direction.
Le gouvernement Decroo I a réaffirmé sa confiance dans le SPP Intégration sociale lors du Conseil des ministres du 23 octobre 2020 en annulant la dissolution de l'organisation et en signant un accord de gouvernance entre la ministre de tutelle, Karine Lalieux, et l'organisation pour la période 2020-2023.

## Missions du SPP Intégration sociale
Les missions de l'organisation se traduisent par la défense du droit à l’intégration sociale, la lutte contre la pauvreté et l’exclusion sociale dans toutes leurs dimensions, la cohésion sociale et le développement durable des grandes villes, assurer l’intégration en donnant la priorité à l’aide sociale, et rembourser le revenu d'intégration et l'aide sociale aux CPAS.
Par le biais de cette mission, les Autorités fédérales souhaitent garantir une existence digne à tous ceux qui passent à travers les mailles du filet de la sécurité sociale, vivent dans la pauvreté et n'ont plus droit à d'autres formes d'assistance telles que les allocations de chômage, les allocations d'invalidité, etc.

## Distinctions
En 2008, le SPP Intégration sociale a développé l'application web e-Mazout pour laquelle l'organisation a reçu un prix e-Gov d'Agoria.
En 2009, le SPP Intégration sociale a reçu d'Agoria le prix e-Gov pour les services publics qui simplifient leur administration et améliorent leur service aux citoyens et aux entreprises grâce à des projets numériques. Le projet « Rapport annuel unique » a été récompensé au niveau européen. Il s'agit d'une application Internet qui est mise gratuitement à la disposition de tous les CPAS belges afin qu'ils puissent présenter au même endroit toutes leurs pièces justificatives pour les subventions utilisées et d'autres mesures financières. Ainsi, les CPAS ne doivent remettre un rapport d'activité au gouvernement fédéral par voie électronique qu'une fois par an.
En 2014, le SPP Intégration sociale a reçu l'eHealth Award pour le développement de MediPrima. Cette plateforme permet de gérer électroniquement l'aide médicale accordée par les CPAS et couvre toutes les étapes, de la prise de décision à la facturation des frais médicaux jusqu'au remboursement automatique des prestataires de soins par la CAAMI. Les partenaires de l'asbl Smals et du Réseau de la Banque-carrefour de la sécurité sociale ont été sollicités pour l'élaboration.

## Présidents du SPP Intégration sociale
[bewerken | brontekst bewerken]
- Julien Van Geertsom (1 mai 2003 - janvier 2017)
- Alexandre Lesiw (janvier 2017- mai 2024)
- Helena Bex (mai 2024 - présent)

## Ministres responsables
| Gouvernement         |  | Nom                  |  | Parti Politique | Fonction | à partir du | jusqu'au   |
| Verhofstadt I        |  | Johan Vande lanotte  |  | SP              | Ministre du budget, de l'intégration sociale et de l'économie sociale | 12-07-1999  | 12-07-2003 |
| Verhofstadt I        |  | Rudy Demotte         |  | PS              | Ministre de l'économie et de la recherche scientifique et de la politique des grandes villes | 12-07-1999  | 4-04-2000  |
| Verhofstadt I        |  | Charles Picqué       |  | PS              | Commissaire du gouvernement pour la politique des grandes villes | 12-07-1999  | 8-04-2000  |
| Verhofstadt I        |  | Charles Picqué       |  | PS              | Ministre de l'économie et de la recherche scientifique et de la politique des grandes villes | 08-04-2000  | 12-07-2003 |
| Verhofstadt II       |  | Marie Arena          |  | PS              | Ministre de la fonction publique, de l'intégration sociale, de la politique des grandes villes et de l'égalité des chances | 12-07-2003  | 18-07-2004 |
| Verhofstadt II       |  | Bert Anciaux         |  | Spirit          | Ministre de la mobilité et de l'économie sociale | 12-07-2003  | 18-07-2004 |
| Verhofstadt II (bis) |  | Christian Dupont     |  | PS              | Ministre de la fonction publique, de l'intégration sociale, de l'égalité des chances et de la politique des grandes villes | 18-07-2004  | 21-12-2007 |
| Verhofstadt II (bis) |  | Els Van Weert        |  | Spirit          | Secrétaire d'État au développement durable et à l'économie sociale | 18-07-2004  | 21-12-2007 |
| Verhofstadt III      |  | Christian Dupont     |  | PS              | Ministre des Pensions et de l'Intégration sociale | 21-12-2007  | 20-03-2008 |
| Leterme I            |  | Marie Arena          |  | PS              | Ministre de l'intégration sociale, des pensions et des grandes villes | 20-03-2008  | 30-12-2008 |
| Leterme I            |  | Frédéric Laloux      |  | PS              | Secrétaire d'État à l'intégration sociale et à la lutte contre la pauvreté | 20-03-2008  | 20-04-2008 |
| Leterme I            |  | Jean-Marc Delizée    |  | PS              | Secrétaire d'État à l'intégration sociale et à la lutte contre la pauvreté | 20-04-2008  | 30-12-2008 |
| Van Rompuy           |  | Jean-Marc Delizée    |  | PS              | Secrétaire d'État à l'intégration sociale et à la lutte contre la pauvreté | 30-12-2008  | 17-07-2009 |
| Van Rompuy           |  | Philippe Courard     |  | PS              | Secrétaire d'État à l'intégration sociale, de la lutte contre la pauvreté et la politique des grandes villes | 17-07-2009  | 25-11-2009 |
| Van Rompuy           |  | Maria Arena          |  | PS              | Ministre de l'intégration sociale, des pensions et des grandes villes | 30-12-2008  | 17-07-2009 |
| Van Rompuy           |  | Michel Daerden       |  | PS              | Ministre des pensions et la politique des grandes villes | 17-07-2009  | 25-11-2009 |
| Van Rompuy           |  | Laurette Onkelinkx   |  | PS              | Ministre des affaires sociales, de la santé et de l'intégration sociale | 17-07-2009  | 25-11-2009 |
| Leterme II           |  | Michel Daerden       |  | PS              | Ministre des pensions et la politique des grandes villes | 25-11-2009  | 6-12-2011  |
| Leterme II           |  | Philippe Courard     |  | PS              | Secrétaire d'État à l'intégration sociale et à la lutte contre de la pauvreté | 25-11-2009  | 6-12- 2011 |
| Di Rupo              |  | Maggie De Block      |  | Open Vld        | Secrétaire d'État à l'asile et de l'intégration sociale | 6-12-2011   | 25-07-2014 |
| Di Rupo              |  | Maggie De Block      |  | Open Vld        | Ministre de la justice, de l'asile ede l'intégration sociale et de la lutte contre la pauvreté | 25-07-2014  | 11-10-2014 |
| Di Rupo              |  | Paul Magnette        |  | PS              | Ministre des entreprises publiques, de la politique scientifique et de la coopération au développement, chargé des grandes villes | 6-12-2011   | 17-01-2013 |
| Di Rupo              |  | Jean-Pascal Labille  |  | PS              | Ministre des entreprises publiques, de la politique scientifique et de la coopération au développement, chargé des grandes villes | 17-01-2013  | 11-10-2014 |
| Michel I             |  | Jan Jambon           |  | N-VA            | Ministre de la sécurité et des affaires intérieures, chargé de la régie des bâtiments et de la politique des grandes villes (jusqu'au 21 mai 2015)                                                                                                 | 11-10-2014  | 21-05-2015 |
| Michel I             |  | Elke Sleurs          |  | N-VA            | Secrétaire d'État à la Lutte contre la pauvreté, à l'Égalité des chances, aux Personnes handicapées, à la Politique scientifique, Lutte contre la fraude fiscale (jusqu'au 21 mai 2015) et politique des grandes villes (à partir du 21 mai 2015). | 11-10-2014  | 20-02-2017 |
| Michel I             |  | Zuhal Demir          |  | N-VA            | Secrétaire d'État à la lutte contre la pauvreté, à l'égalité des chances, au handicap, à la politique des grandes villes et à la politique scientifique                                                                                            | 24-02-2017  | 9-12-2018  |
| Michel I             |  | Willy Borsus         |  | MR              | Ministre des Indépendants, des PME, de l'Agriculture et de l'Intégration sociale | 11-10-2014  | 28-07-2017 |
| Michel I             |  | Denis Ducarme        |  | MR              | Ministre des Indépendants, des PME, de l'Agriculture et de l'Intégration sociale | 28-07-2017  | 9-12-2018  |
| Michel II            |  | Kris Peeters         |  | CD&V            | Ministre de l'emploi, de l'économie, de la consommation et du commerce extérieur, chargé de la lutte contre la pauvreté, de l'égalité des chances et des personnes handicapées                                                                     | 9-12-2018   | 2-07-2019  |
| Michel II            |  | Wouter Beeke         |  | CD&V            | Ministre de l'emploi, de l'économie et des consommateurs, chargé de la lutte contre la pauvreté, de l'égalité des chances et des personnes handicapées                                                                                             | 2-07-2019   | 2-10-2019  |
| Michel II            |  | Nathalie Muylle      |  | CD&V            | Ministre de l'emploi, de l'économie et des consommateurs, chargé de la lutte contre la pauvreté, de l'égalité des chances et des personnes handicapées                                                                                             | 3-10-2019   | 27-10-2019 |
| Wilmès I             |  | Nathalie Muylle      |  | CD&V            | Ministre de l'emploi, de l'économie et des consommateurs, chargé de la lutte contre la pauvreté, de l'égalité des chances et des personnes handicapées                                                                                             | 27-10-2019  | 17-03-2020 |
| Wilmès I             |  | Denis Ducarme        |  | MR              | Ministre des indépendants, des PME, de l'agriculture et de l'intégration sociale, chargé des grandes villes | 27-10-2019  | 17-03-2020 |
| Wilmès II            |  | Nathalie Muylle      |  | CD&V            | Ministre de l'emploi, de l'économie et des consommateurs, chargé de la lutte contre la pauvreté, de l'égalité des chances et des personnes handicapées                                                                                             | 17-03-2020  | 1-10-2020  |
| Wilmès II            |  | Denis Ducarme        |  | MR              | Ministre des indépendants, des PME, de l'agriculture et de l'intégration sociale, chargé des grandes villes | 17-03-2020  | 1-10-2020  |
| De Croo              |  | Karine Lalieux       |  | PS              | Ministre des pensions, de l'intégration sociale, de la lutte contre la pauvreté et des personnes handicapées | 1-10-2020   | 03-02-2025 |
| De Croo              |  | Meryame Kitir        |  | Vooruit         | Ministre de la Coopération au développement et chargé des grandes villes | 1-10-2020   | 17-12-2022 |
| De Croo              |  | Caroline Gennez      |  | Vooruit         | Ministre de la Coopération au développement et chargé des grandes villes | 17-12-2022  | 30-09-2024 |
| De Croo              |  | Frank Vandenbroucke  |  | Vooruit         | Vice-Premier ministre et ministre des Affaires sociales et de la Santé publique, chargé de la Coopération au développement et de la Politique des Grandes villes                                                                                   | 30-09-2024  | 03-02-2025 |
| De Wever             |  | Frank Vandenbroucke  |  | Vooruit         | Vice-premier ministre et ministre des Affaires sociales et de la Santé publique, chargé de la lutte contre la pauvreté | 03-02-2025  | -          |
| De Wever             |  | Anneleen Van Bossuyt |  | N-VA            | Ministre de l’Asile et de la Migration, et de l’Intégration sociale, chargée de la Politique des Grandes villes | 03-02-2025  | -          |